# Piper trigonodrupum
Piper trigonodrupum är en pepparväxtart som beskrevs av Truman George Yuncker. Piper trigonodrupum ingår i släktet Piper och familjen pepparväxter. Inga underarter finns listade i Catalogue of Life.